# Through the Looking Glass (Lost)
Through the Looking Glass este un episod al serialului de televiziune Lost, sezonul 3.